# مضراب ریز
مضراب ریز یا ریز مضراب اصطلاحی در موسیقی سنتی ایران و نام یکی از تکنیک‌های نوازندگی سازهای زهی-زخمه‌ای است. در این تکنیک، نوازنده مضراب‌های راست و چپ را به صورت پی‌درپی و منظم روی سیم اجرا می‌کند تا نغمه‌ای یکسان پدید آید. اصطلاحا در این حالت، کشش ِ نت مورد استفاده توسط مضراب ریز «پُر» می‌شود. معمولاً قبل از اجرای مضراب ریز، یک مضراب راست با کشش کوتاه اجرا می‌شود. اگر مضراب راست بعد از ریز نواختن باشد، کل این تکنیک را مضراب شـَلال می‌گویند.
ریز مضراب را می‌توان به نوعی با ترمولو در موسیقی غربی برابر دانست.